# Policía de Jammu y Kashmir
La  Policía de Jammu y Cachemira o abreviado como JKP, fue establecida en 1873 y es la agencia encargada de la aplicación de la ley, teniendo responsabilidades principales en la aplicación de la ley y la investigación dentro de los territorios de Jammu y Cachemira en la India.

## Historia
La primera fuerza policial formal de Jammu y Cachemira se formó en 1873 con uno el agente policial conocido como Kotwal y 14 Thanedars para la ciudad de Srinagar. Esta fuerza policial controlaría el crimen y se encargaría de las situaciones de orden público con la ayuda de Chowkidars y Harkars, a quienes la población les pagaba de su producción agrícola anual de forma voluntaria.
Para 1913 fue cuando el estado requirió el servicio de un oficial de la Policía Imperial (IP) en delegación y nombró al Sr. Broadway como el primer inspector general de Policía en junio de 1913. Continuó siendo jefe de policía hasta 1917 y fue seguido por otros oficiales de la IP.
Desde entonces la Policía en J&K ha experimentado varias reorganizaciones. Mientras que el número de oficiales han ido en aumento, ya que en 1889 eran 1040, incrementandose a1570 en el año 1903, subiendo a 3179 a para 1943, y en la actualidad supera los 83,000 miembros.

## Estructura y organización
La Polícia de Jammu y Cachemira esta bajo control directo del Ministerio de Asuntos interiores, del Gobierno de la India. La corporación de Jammu y Kashmires es cabezada por Dirección Genereal de Policía (DGP) quien siempre es un alto funcionario de IPS.

## Agencias especiales
- Unidad de inteligencia (Rama de Delitos)
- Fuerza de Comando
- Batalion de Seguridad
- Grupo de Operaciones especiales

## Jerarquía
Agentes
- Dirección General de Policía (DGP)
- Dirección General adicional de Policía (ADGP)
- Inspector general de Policía (IGP)
- Inspector general adjunto de Policía (CAVA)
- Superintendente superior de Policía (SSP)
- Superintendentes de Policía (SP)
- Superintendente adjunta de Policía (DySP)

Subordinados
- Inspector
- Subinspector (SI)
- Ayudante del Subinspector (ASI)
- Jefe de policía (HC)
- Agente de grado de selección
- Alguacil
- Adepto
- Oficial Especial de Policía (SPO)

## Galería

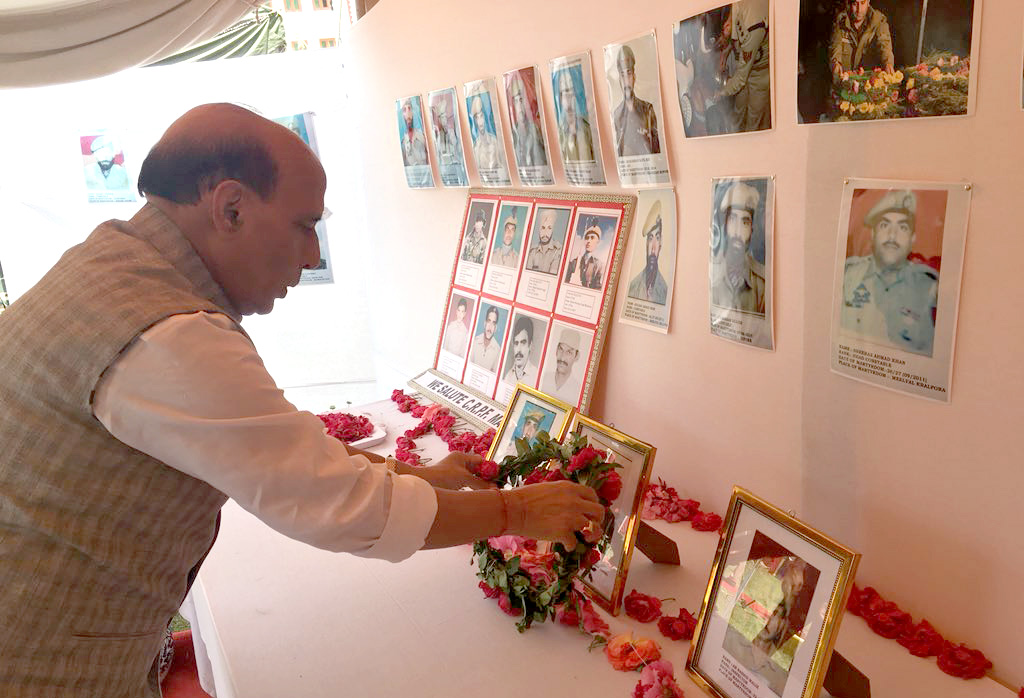
Ministro de Casa de la unión que rinde tributo a los agentes caídos de Jammu y Cachemira en 2018, Kupwara.
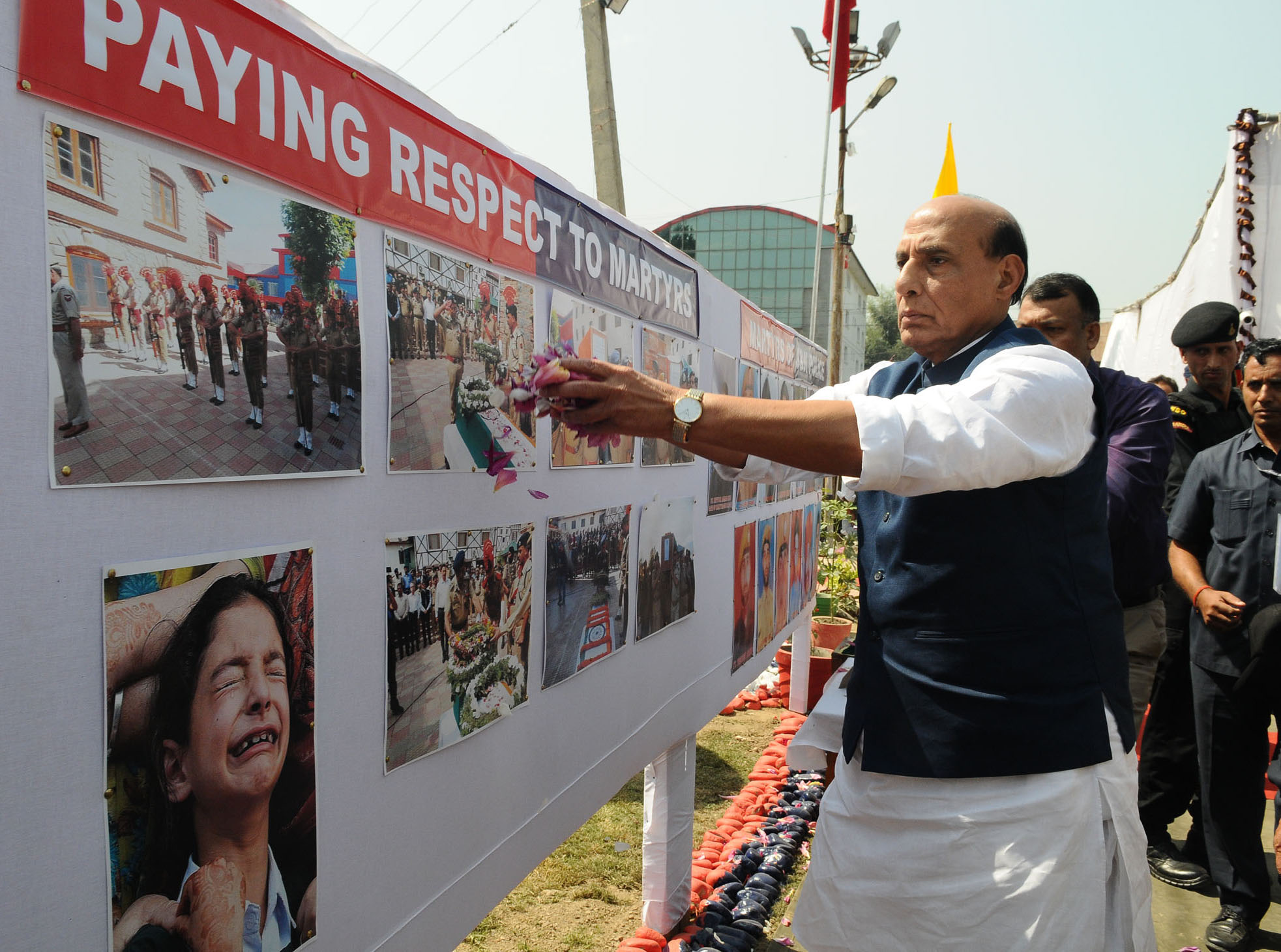
Ministro de Casa de la unión que rindiendo tributos florales a agentes caídos, durante su visita al Jammu y Cachemira, en el distrito de Anantnag, 2017
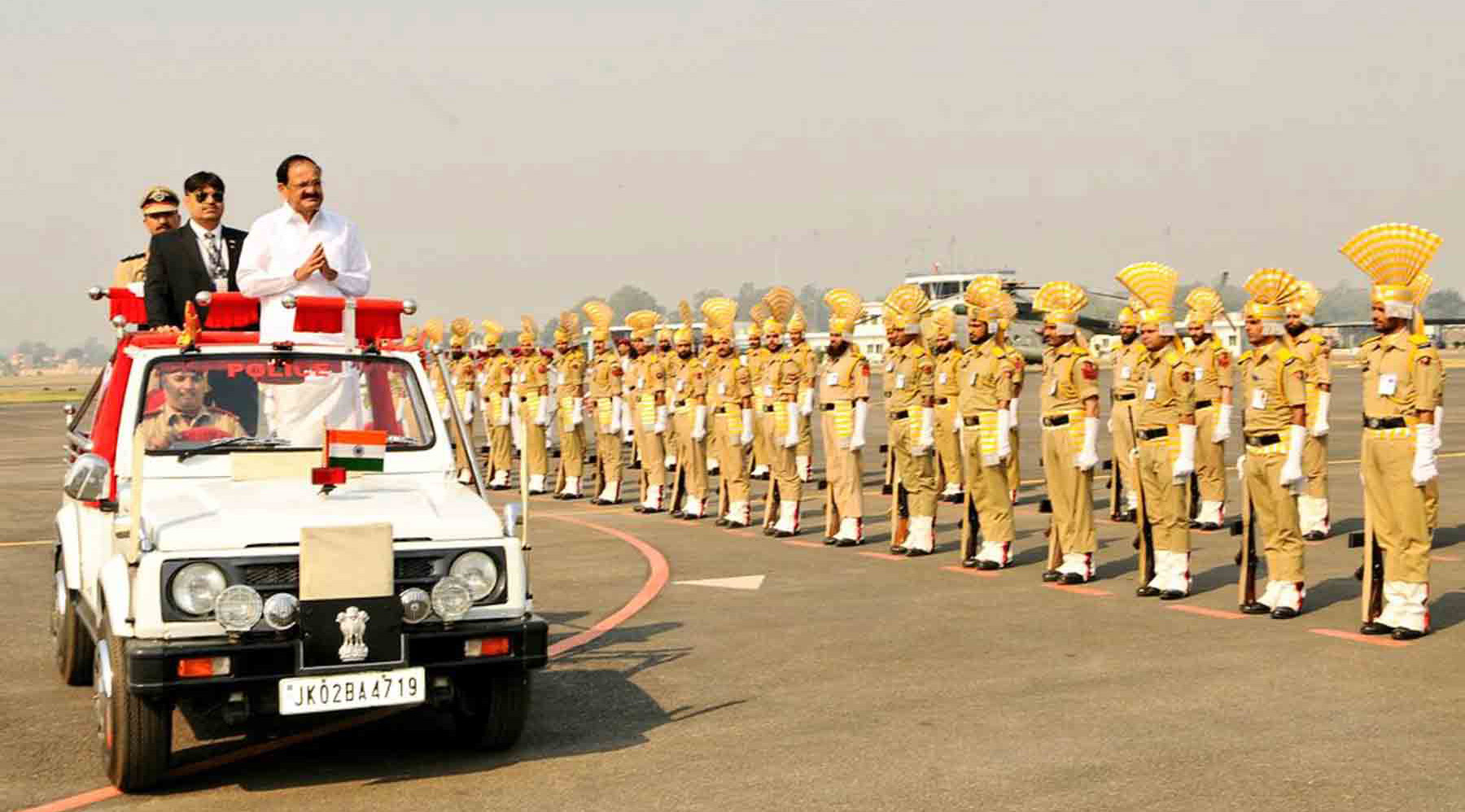
El Vicepresidente que inspecciona el guardia de honor
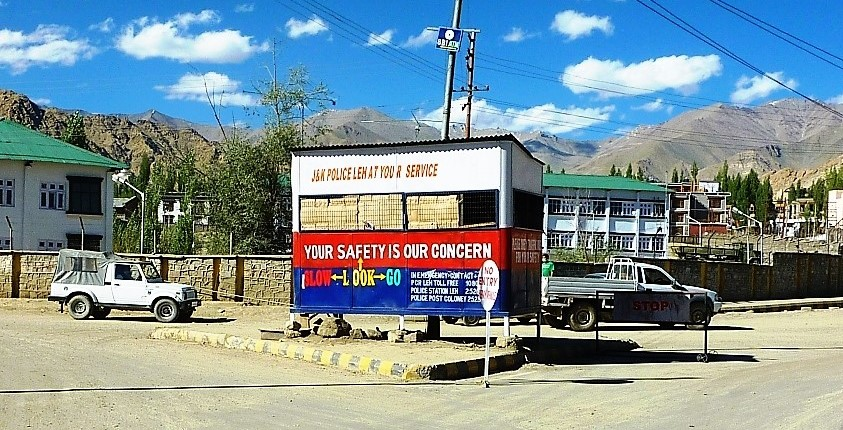
Un puesto de avansada en Ladakh